# Allocrangonyx
Allocrangonyx é um género de crustáceo da família Crangonyctidae.
Este género contém as seguintes espécies:
- Allocrangonyx hubrichti
- Allocrangonyx pellucidus